# Smaisuk Krisansuwan
Smaisuk Krisansuwan (nascido em 8 de julho de 1943) é um ex-ciclista tailandês. Representou sua nação nos Jogos Olímpicos de Verão de 1964.